# Vintertjärnen, Norrbotten
Vintertjärnen är en sjö i Bodens kommun i Norrbotten och ingår i Luleälvens huvudavrinningsområde.